# Bridge to Terabithia (película de 2007)
Bridge to Terabithia (titulada Puente hacia Terabithia en México, Un puente hacia Terabithia en España y El mundo mágico de Terabithia en Hispanoamérica) es una película de fantasía y drama de 2007, basada en la novela homónima de Katherine Paterson, publicada en 1977 y ganadora de la Medalla Newbery en 1978. La película, dirigida por el cineasta Gábor Csupó y protagonizada por Josh Hutcherson, AnnaSophia Robb, Robert Patrick, Zooey Deschanel y Bailee Madison, cuenta la historia de la relación entre Jess Aarons y Leslie Burke, dos jóvenes con una imaginación desbordante que crean el reino mágico de Terabithia como sitio alternativo para escapar de los problemas que los aquejan en la vida real.
El guion fue redactado por David L. Paterson, hijo de la autora del libro, quien se inspiró en la historia real de su propio hijo y su amiga Lisa Hill, que murió a los ocho años de edad al ser alcanzada por un rayo en una playa. Así, la novela tiene como protagonistas a David y a Lisa, quienes son representados por los personajes de Jess y Leslie. Cuando Paterson pidió permiso a su madre para escribir un guion basado en la novela, ella aceptó por su experiencia y habilidad como dramaturgo. La película fue producida por Walden Media y Klasky Csupo y se rodó en Auckland (Nueva Zelanda), a lo largo de sesenta días. La edición duró diez semanas, mientras que la postproducción y los efectos visuales, a cargo de la empresa Weta Digital, requirieron varios meses.
La película quedó completada en noviembre de 2006. Fue el último trabajo del director de fotografía Michael Chapman antes de su retiro.
Fue distribuida por Walt Disney Pictures y recibió críticas positivas que alabaron la puesta en escena, las interpretaciones de los actores y la fidelidad a la novela original. Se convirtió en un éxito de taquilla, recaudando más de 137 millones de dólares frente a un presupuesto de 25 millones. En la 29ª edición de los Premios Young Artist ganó en las cinco categorías en las que estaba nominada.

## Argumento
Jesse «Jess» Aarons (Josh Hutcherson) es un chico de doce años aficionado a dibujar que vive con su humilde familia en el pueblo de Lark Creek. Va a la escuela en autobús junto a su hermana pequeña May Belle (Bailee Madison), donde todos los días trata de evitar a la abusona Janice Avery. En la escuela es constantemente objeto de burlas por parte de algunos de sus compañeros, debido a que por las dificultades económicas de su familia, su madre le hace tener que llevar las viejas zapatillas deportivas de sus hermanas mayores. Ese día Jess conoce a Leslie Burke (AnnaSophia Robb), una nueva alumna que llega a su clase. En el recreo, Jess participa en una carrera para la que lleva tiempo entrenando, pero Leslie se une también a la carrera en el último momento y gana, causando en un principio el rechazo de Jess. Al volver a casa, Jess descubre que Leslie es también su nueva vecina.
Esa noche, Jess se enfada con May Belle por haber dibujado en su cuaderno, pero Jack (Robert Patrick), su estricto pero cariñoso padre, no se enfada con ella. Al día siguiente, en la escuela, Leslie felicita a Jess por su talento para dibujar, y al volver a casa, ambos hacen otra carrera hasta el bosque, donde encuentran una vieja cuerda colgada de un árbol junto a un arroyo. Utilizan la cuerda para balancearse hasta el otro lado del arroyo, encuentran una casa-árbol abandonada y crean un mundo de fantasía al que Leslie llama «Terabithia». Este mundo mágico, que es un reflejo de sus vidas reales, cobra vida ante sus ojos mientras ellos exploran y recorren el bosque. Durante los días siguientes, pasan su tiempo libre en la cabaña del bosque conociéndose mejor, hasta que se vuelven amigos íntimos.
Leslie le regala a Jess un estuche de pinturas por su cumpleaños, lo que le hace muy feliz, pero la actitud dura y distante de su padre hacia él hace que se enfade y se niegue a seguir creyendo en la existencia de Terabithia. Sin embargo, más tarde se disculpa con Leslie regalándole un cachorro, al que ella llama Príncipe Terrien. En Terabithia se enfrentan a monstruos y criaturas basados en sus compañeros de clase, incluyendo un trol que se parece a Janice. En la escuela, para vengarse de Janice por su mala actitud hacia los demás, Jess y Leslie le gastan una broma causando que todos se rían de ella. Cuando los padres de Leslie, ambos escritores, terminan su libro, Jess les ayuda a pintar la casa y queda impresionado por la felicidad de la familia de Leslie. En la escuela, Leslie descubre que la actitud abusiva de Janice se debe a que su propio padre es violento con ella, y se hace amiga suya. En Terabithia vuelven a enfrentarse a las criaturas que les atacan, y el trol se convierte en su aliado. Cuando empieza a llover muy fuertemente, deciden volver a casa y ven que el arroyo ha crecido considerablemente, haciendo que sea más arriesgado cruzarlo. Mientras Leslie va hacia su casa, Jess se queda observándola, dándose cuenta de que se está enamorando de ella.
Al día siguiente, la señorita Edmunds (Zooey Deschanel), profesora de música en la escuela, invita a Jess a ir con ella al museo, ya que había descubierto la afición de Jess al dibujo. Jess accede, y aunque en principio piensa en invitar a Leslie, decide no hacerlo, pues su profesora le gusta mucho y quiere pasar el día solo con ella. Cuando vuelve a casa, su familia le espera muy preocupada porque no sabían dónde había estado todo el día, y su padre le dice que Leslie ha muerto al tratar de cruzar el arroyo, ya que la cuerda se rompió y ella cayó al agua golpeándose la cabeza, quedando inconsciente y ahogándose en la fuerte corriente. En un principio, Jess se niega a creerlo, pero al ver vehículos de emergencia en la casa de al lado, no le queda otra opción que aceptar la muerte de su amiga. 
Al día siguiente, Jess y sus padres van a visitar a la familia Burke para dar sus condolencias. El padre de Leslie le dice a Jess que Leslie le quería mucho y le da las gracias por haber sido tan buen amigo para ella, ya que tuvo problemas para hacer amigos en su anterior escuela. Jess se siente culpable por la muerte de Leslie por no haberla invitado a ir con él al museo, e incluso empuja de manera agresiva a May Belle cuando ella le sigue hasta el bosque. Su padre acude a consolarle y le convence de que la muerte de Leslie no fue culpa suya, y que recuerde su amistad con ella para mantener viva su memoria.
Jess hace un pequeño funeral en honor de Leslie, poniendo un dibujo de ella en una pequeña balsa de madera. Después decide reimaginar Terabithia y construye un puente sobre el arroyo. Tras pedirle disculpas a May Belle por haberla empujado, la invita a ir con él a Terabithia, convirtiéndola en la princesa y en su nueva compañera de juegos.

## Personajes

### Principales
- Jess Aarons (Josh Hutcherson). Es un chico de trece años, el único hijo varón dentro de su familia compuesta por sus padres y sus hermanas. Posee talento para dibujar, especialmente cosas de la naturaleza. En el colegio conoce a Leslie, con quien termina imaginando el mundo de Terabithia, un lugar situado en un bosque cercano su hogar donde descubre la manera ideal para abordar sus temores y fortalecer su valor y amistad, sobre todo con su pequeña hermana, a la que tras la muerte de Leslie, corona como princesa del reino. El personaje fue creado en base al hijo de Katherine Paterson, cuya historia la llevó a escribir el libro.[6]

- Leslie Burke (AnnaSophia Robb). Es una joven que, al igual que Jess, posee una gran imaginación. Esto no sólo la lleva a ser considerada como rara, sino a crear el mundo mágico ya descrito con Jess, quien se convierte en su mejor amigo. Sin embargo, en uno de sus intentos por querer cruzar el arroyo que atraviesa el bosque, cae al río y se ahoga. Al principio, a Jess le cae mal Leslie, ya que ella le ganó en una carrera de atletismo. Sin embargo, poco a poco ambos descubren sus afinidades y desarrollan una profunda amistad. El personaje se creó sobre la base de la mejor amiga del hijo de Paterson, autora de la novela, quien murió al caerle un rayo.[6]

### Secundarios
- Srta. Edmunds (Zooey Deschanel). Es una de las profesoras en el colegio de Jess y Leslie. Hace uso de la interacción musical para hacer sus clases más amenas. Se involucra en la historia al invitar a Jess al museo la misma mañana en que Leslie fallece. Después de ello, acude a presentar su pésame a la familia Burke y carga con el peso emocional que conlleva haber perdido a Leslie.

- Maybelle Aarons (Bailee Madison). Es la pequeña hermana de Jess. La mayoría de las ocasiones es abandonada por su hermano cuando el autobús escolar llega a sus hogares. Al final de la historia, decide acudir al bosque para hacerle compañía a su deprimido hermano. Sin embargo, Jess la obliga a irse de Terabithia. Finalmente, tras la muerte de Leslie, es nombrada princesa del reino y se convierte en la nueva compañera de juegos de su hermano.

- Jack Oliver Aarons (Robert Patrick). Es el padre de Jess. Al principio se comporta duramente con su hijo, y se desespera al realizar el inventario de deudas de su hogar, mismas que se encarga de cubrir con el invernadero que posee como patrimonio junto a su casa. Hacia el final, apoya y consuela a su hijo tras la muerte de su mejor amiga.

- Janice Avery (Lauren Clinton). Janice es la típica matona de la escuela que se dedica a intimidar y acosar a los niños más pequeños, incluidos Jesse Aarons y Leslie Burke. Es mayor y físicamente más grande que la mayoría de sus compañeros, lo que usa para imponer miedo. En una escena, le roba el postre a la hermana pequeña de Jesse, lo que lleva a Leslie y Jesse a idear un plan para vengarse de ella escribiéndole una carta falsa de amor. Sin embargo, más adelante en la historia, se revela que Janice no es solo una agresora sin motivo, sino que sufre malos tratos en casa por parte de su padre. Cuando Leslie la encuentra llorando en el baño, descubre su verdadera situación y la trata con empatía, mostrando que detrás de su actitud agresiva hay una niña que también sufre y necesita apoyo. Esta revelación humaniza a Janice y la convierte en un personaje más complejo de lo que parece al inicio de la película.

- Príncipe Terrien: Un cachorro que Jess le regala a Leslie por Navidad. Es el guardián de la corte y el juglar de Terabithia.

- Los padres de Leslie: son novelistas que llegan al lugar donde se desarrolla la historia para encontrar inspiración para sus trabajos. Al contrario que los demás vecinos, no ven la televisión y no creen que los que no son cristianos estén destinados a la condenación. Se mudan de vuelta a su anterior residencia tras la muerte de su hija.

## Preproducción
La producción de Bridge to Terabithia comenzó en febrero de 2006, con un presupuesto de casi 20 millones USD. El rodaje se llevó a cabo en Auckland, Nueva Zelanda a lo largo de 60 días. Por las montañas de Waitakere. El proceso de edición se llevó a cabo en diez semanas, mientras que la preproducción, edición musical e incorporación de efectos visuales tomaron algunos meses para completarse. Finalmente, la película estuvo completamente terminada para noviembre de 2006, considerando que el equipo tenía que cumplir con la fecha límite del 16 de febrero. La dirección corrió a cargo de Gábor Csupó, quien fue recomendado por el presidente de Walden Media Cary Granat. Aunque Csupó nunca antes había trabajado en una cinta de imagen real, «no era algo que le preocupara en lo más mínimo a Granat». Csupó mencionó en su momento que se había interesado en dirigir este filme debido a que «había tenido por mucho tiempo la ambición de realizar una película de imagen real», pero «no le gustaba nada hasta que leyó este libro [Bridge to Terabithia]», al cual describió como «hermoso» además de comentar que lo había «conmocionado». Bridge to Terabithia se convirtió a su vez en el último proyecto cinematográfico del fotógrafo Michael Chapman antes de su retiro. Éste dijo en los comentarios de la versión DVD de la película que se retiraba justo después de este proyecto ya que quería que su última cinta fuese una de buena calidad, «esta es una historia hermosa, y es exactamente el tipo de película que quiero hacer en este momento de mi vida».

## Producción

### Rodaje
Las principales secuencias fueron filmadas en Nueva Zelanda, Hobsonville y el bosque Woodhill, ubicado en Woodhill. El sitio web oficial de Walden Media reportó que la película fue filmada durante 10 semanas en esas regiones, además de algunas áreas rurales localizadas en Riverhead y Puhoi. La iglesia de Puhoi fue usada para la escena en que Jess y Leslie acuden a escuchar misa.

## Lanzamiento y recepción

### Fechas de estreno mundial
| Corea del Sur                | 15 de febrero de 2007 |
| Estados Unidos India         | 16 de febrero de 2007 |
| Filipinas                    | 21 de febrero de 2007 |
| Hungría · Rusia              | 22 de febrero de 2007 |
| Islandia                     | 23 de febrero de 2007 |
| Alemania · Ucrania           | 1 de marzo de 2007    |
| Australia · España · Polonia | 2 de marzo de 2007    |
| Malasia                      | 8 de marzo de 2007    |
| Tailandia                    | 15 de marzo de 200    |
| Brasil · Turquía             | 16 de marzo de 2007   |
| Bélgica · Francia            | 28 de marzo de 2007   |
| Italia                       | 30 de marzo de 2007   |
| Taiwán                       | 4 de abril de 2007    |
| Portugal                     | 25 de abril de 2007   |
| Países Bajos · Serbia        | 26 de abril de 2007   |
| Reino Unido Irlanda          | 4 de mayo de 2007     |
| Singapur                     | 10 de mayo de 2007    |
| Estonia Letonia              | 11 de mayo de 2007    |

| Hong Kong                                       | 31 de mayo de 2007       |
| Grecia · Nueva Zelanda                          | 7 de junio de 2007       |
| Dinamarca · Noruega                             | 8 de junio de 2007       |
| Australia                                       | 14 de junio de 2007      |
| Bulgaria                                        | 22 de junio de 2007      |
| Finlandia                                       | 3 de agosto de 2007      |
| Suecia                                          | 21 de septiembre de 2007 |
| Israel                                          | 27 de septiembre de 2007 |
| Kuwait                                          | 12 de octubre de 2007    |
| México                                          | 9 de noviembre de 2007   |
| Chile                                           | 3 de enero de 2008       |
| Argentina                                       | 10 de enero de 2008      |
| Perú                                            | 17 de enero de 2008      |
| Colombia                                        | 18 de enero de 2008      |
| Egipto                                          | 23 de enero de 2008      |
| Aruba · Bolivia · Costa Rica · Ecuador · Panamá | 25 de enero de 2008      |
| Japón                                           | 26 de enero de 2008      |
| Uruguay                                         | 22 de febrero de 2008    |
| Venezuela                                       | 18 de abril de 2008      |
| China                                           | 26 de enero de 2015      |

### Mercadotecnia
El equipo de producción de la película no estuvo de acuerdo con la campaña de publicidad para la misma, citando que fue "engañosa" al promocionar la historia de Bridge to Terabithia como un relato similar al de Spiderwick, Harry Potter, Las Crónicas de Narnia, y La materia oscura. El actor y guionista David L. Paterson —hijo de la autora del libro en que fue basada y coproductor del filme)— mencionó su sorpresa al mirar los cortos promocionales e intentó explicar las razones: 

Aunque existe una generación que es muy familiar con el libro, si tienes más de 40 años, probablemente aún no has llegado a esa edad, pero nosotros siempre queremos alcanzarla. [...] Todo aquel que ha leído el libro y mirado el tráiler promocional dice, '¿Qué es esto? Esto no se parece en nada al libro. ¿Qué estás haciendo, David?' Y yo contesto, 'Saben muy bien que están mirando sólo 15 minutos de una película con 90 de duración total. Presten sólo un poco de consideración y respeto. Vayan a verla, y luego me cuentan qué piensan de ella.

El nombre de David Paterson aparece en la página de dedicatoria en la novela de su madre Bridge to Terabithia. La historia estuvo basada en la vida de su amiga, Lisa Hill, quien murió por la acción de un relámpago que cayó sobre ella, cuando apenas tenía 8 años de edad. 
Paterson, alumna de la Universidad Católica de América, ofreció un avance especial de la película a los miembros de la comunidad universitaria en el Auditorio/teatro AFI Silver, ubicado en Maryland, el 1 de febrero de 2007.
La película se hizo acreedora al premio F.I.L.M. (Finding Inspiration in Literature and Movies; traducción: Galardón a la Inspiración en la Literatura y las Películas). Además, fue la última adaptación del fotógrafo Michael Chapman, antes de su retiro profesional.

## Banda sonora
| # Track | Canción                    | Título en español               | Intérprete(s)                          |
| ------- | -------------------------- | ------------------------------- | -------------------------------------- |
| 1       | "Why can't we be friends"  | ¿Por qué no podemos ser amigos? | Zooey Deschanel y el elenco del filme. |
| 2       | "Try"                      | Intenta                         | Hayden Panettiere                      |
| 3       | "Some day"                 | Algún día                       | Zooey Deschanel y el elenco del filme. |
| 4       | "Happy Birthday"           | Feliz cumpleaños                | Mildred y Patty Hill                   |
| 5       | "Keep your mind wide open" | Mantén tu mente muy abierta     | AnnaSophia Robb                        |
| 6       | "Another layer"            | Otro nivel                      | Jon McLaughlin                         |
| 7       | "Ooh, child"               | Oh, niño                        | Zooey Deschanel y el elenco del filme  |
| 8       | "Shine"                    | Brillo                          | The skies of America                   |
| 9       | "I learned from you"       | Aprendí de ti                   | Miley Cyrus                            |
| 10      | "A place for us"           | Un lugar para nosotros          | Tyler James y Leigh Nash               |